# 블루 라군 2
《블루 라군 2》(영어: Return to the Blue Lagoon)는 1991년 공개된 미국의 영화이다.

## 출연

### 주연
- 밀라 요보비치
- 브라이언 크로즈
- 리사 펠리칸

### 조연
- 코트니 바릴라
- 가레트 라틀리프 헨슨
- 엠마 제임스
- 잭슨 바튼
- 나나 코번
- 브라이언 블레인
- 피터 헤히르
- 알렉산더 피터슨스

## 기타
- 원작자: 헨리 드 베르 스택풀
- 공동제작: 피터 보거트
- 미술: 존 도우딩
- 배역: 페니 뒤퐁